# 도사의 무녀
《도사의 무녀》(일본어: 刀使ノ巫女)는 스튜디오 고쿠미가 제작한 일본의 텔레비전 애니메이션이다. 2017년 5월에 제작이 발표되어, 2018년 1월부터 6월까지 AT-X, 마이니치 방송, TOKYO MX, BS11 등에서 방송되었다.

## 만화
| No. | 출시일           | ISBN              |
| --- | ---------------- | ----------------- |
| 1   | 2017년 12월 26일 | 978-4-04-106499-3 |
| 2   | 2018년 5월 26일  | 978-4-04-106844-1 |
| 3   | 2019년 4월 26일  | 978-4-04-107905-8 |